# 女人武蔵
『女人武蔵』（にょにんむさし）は、川口松太郎の時代小説、およびそれを原作とするテレビドラマである。原作は1965年に朝日新聞社より出版された。

## テレビドラマ
1971年4月7日から同年9月29日までフジテレビ系列局で放送。関西テレビと松山プロダクションの共同製作。三菱グループの単独提供。
2015年と2016年にホームドラマチャンネルで再放送されていた。

### キャスト
- 三保：八千草薫
- 宮本武蔵：栗塚旭
- 出雲阿国：扇千景
- 由加：城野ゆき
- 千加：東三千
- 吉乃：高杉早苗
- 稲：中村たつ
- 佐々木小次郎：北上弥太朗
- 山崎勘助：石濱朗
- 中条七郎左：菅貫太郎
- 徳川家康：永井智雄
- 本多正純：高野真二
- 弥助：小坂一也
- 豊田七九郎：山形勲
- 白井民部：神山繁
- 豊臣秀次：天田俊明
- 豊臣寧子：小柳久子
- 豊臣秀吉：大村崑
- 近衛信尹：江原真二郎
- 桂：藤田弓子
- 呂宋助左衛門：芦田伸介
- 服部半蔵：田村高廣
- 九鬼守隆：五味竜太郎
- 峰角蔵：峯秀一
- 世津：山本陽子
- 八兵衛：加島こうじ
- 覚山和尚：宇佐美淳也
- 白石三九郎：川口恒
- ほか

### スタッフ
- 制作：桜井洋三、栢原幹、中村敏夫
- 脚本：松山善三、梅谷卓司
- 監修・監督：松山善三
- 音楽：渡辺岳夫、杵屋花叟
- 撮影：石原興
- 美術：倉橋利韶
- 照明：中島利男
- 編集：園井弘一
- 録音：奥村泰三
- 助監督：中村和三
- 調音：本田文人
- 記録：大原順子
- 装飾：横田治久
- 殺陣：東悦次
- 進行：安達留雄
- 制作主任：渡辺寿男、大野保廣
- 結髪：八木和夫
- 衣装：塚本豊
- 現像：長瀬章造
- 装置：真城勇
- 時代考証：守屋多々志
- 振付：藤間勘五郎
- 監督：桜井秀雄、田中徳三
- 制作協力：松竹
- 制作：関西テレビ、松山プロダクション